# Gare de Meuse TGV
La gare de Meuse TGV, ou Meuse TGV - Voie sacrée, est une gare ferroviaire TGV française de la LGV Est européenne, située sur le territoire de la commune des Trois-Domaines, entre Bar-le-Duc au sud et Verdun au nord, dans le département de la Meuse, en région Grand Est.
Elle est l'une des trois nouvelles gares de la LGV Est européenne en service depuis le 10 juin 2007, avec les gares de Lorraine TGV et de Champagne-Ardenne TGV. Elle est fréquentée en 2019 par 235 255 voyageurs.

## Situation ferroviaire
Établie à 276 mètres d'altitude, la gare de Meuse TGV est située au point kilométrique (PK) 213,572 de la LGV Est européenne, entre les gares nouvelles de Champagne-Ardenne TGV (à 100 km à l'ouest) et de Lorraine TGV (à 68 km à l'est).

## Histoire

### Construction et mise en service
Lors des débats sur la LGV Est, les élus meusiens et haut-marnais défendaient un tracé sud, par Troyes et Nancy, qui aurait permis de construire une gare à Saudrupt, entre Bar-le-Duc et Saint-Dizier.
Philippe Essig, ingénieur général chargé de piloter la commission qui a défini le tracé actuel, ne voyait pas l'intérêt d'une halte entre Verdun et Bar-le-Duc. Il relevait des problèmes d'accès routier et craignait une concurrence avec la desserte de Bar-le-Duc. Il préconise donc de simples mesures conservatoires en attendant la réalisation des projets d'urbanisme qui justifierait une gare.
Sa création est une exigence de Rémi Herment, président du conseil général de la Meuse qui menace en 1988 de retirer son financement si la gare devait être abandonnée. Il s'annonce prêt à financer le déficit d'exploitation de la gare. Gérard Longuet, alors président du Conseil régional et sénateur de la Meuse, a également appuyé la réalisation de la gare.
Le projet initial est estimé à 2,9 millions d'euros en janvier 2002, mais le département décide de construire la gare en bois pour valoriser sa filière locale et le budget monte à 3,83 millions d'euros. Le coût final est de 5,16 millions d'euros en décembre 2008.
La pose de la première pierre a lieu le 13 avril 2006,.
L'inauguration a lieu le 25 mai 2007 en présence notamment de Christian Namy, président du conseil général de la Meuse, Guillaume Pepy, directeur général exécutif de la SNCF, et Jean-Marie Duthilleul, directeur de l'aménagement de la SNCF,.
La mise en service commerciale a lieu le 10 juin 2007.

### Fréquentation
La fréquentation de la gare est un succès, attirant 90 000 voyageurs lors de la première année, soit plus de deux fois les prévisions de 40 000 voyageurs.
En 2012, la gare est désormais fréquentée par en moyenne 185 000 voyageurs. Pour Christian Namy, président du conseil général de la Meuse, « il y a incontestablement parmi ses usagers des voyageurs extérieurs à la Meuse ».
En 2022, selon les estimations de la SNCF, la fréquentation annuelle de la gare est de 263 062 voyageurs. Ce nombre s'élève à 196 314 en 2021, à 142 401 en 2020 et à 235 255 en 2019.

### Développement économique
Le conseil général a réservé 100 hectares pour développer une future zone d'activité. Il avait un temps l'idée d'y développer une « ville nouvelle » avec des commerces, des logements et des entreprises... Ce projet, aujourd'hui en suspens, avait suscité des craintes de concurrence territoriale à Bar-le-Duc.
Le 14 mai 2014, le groupe d'origine meusienne Arelis, spécialiste de l’électronique haute fréquence et expert européen dans les secteurs stratégiques de l’aéronautique et de la défense, annonce l'implantation de son centre de recherche et développement sur la zone d'activité de la gare d'ici fin 2015,. Il coopèrera avec le groupe chinois Shenan qui prévoit d'implanter une usine de systèmes d’éclairage à LED près de Verdun d'ici à 2016. Leurs recherches porteront sur les questions d’économie d’énergie et de technologies de communication, notamment sur la transmission sans fil via LED (Li-Fi) utilisée dans le domaine de la domotique. En mars 2015, la construction du centre de recherche débute.

## La gare

### Architecture
L'architecte de la gare est Jean-Marie Duthilleul, directeur de l'aménagement de la SNCF.
Selon la volonté du conseil général de la Meuse, la gare a été construite en bois local. Sa structure est en grumes de pin et la toiture en chêne et en mélèze. C'est la première gare française construite en bois depuis la gare d'Abbeville en 1856.
Le bâtiment voyageurs a une superficie de 310 m2, avec une toiture de 40 m de long.
Sa silhouette est inspirée de celle des villages de la région, avec notamment un lanterneau de 16 m de haut qui évoque un clocher.
Le lanterneau, habillé à l'intérieur de réflecteurs en inox, sert de puits de lumière.
L'architecture de la gare a été récompensée par un Brunel Award en 2008.

### Accès

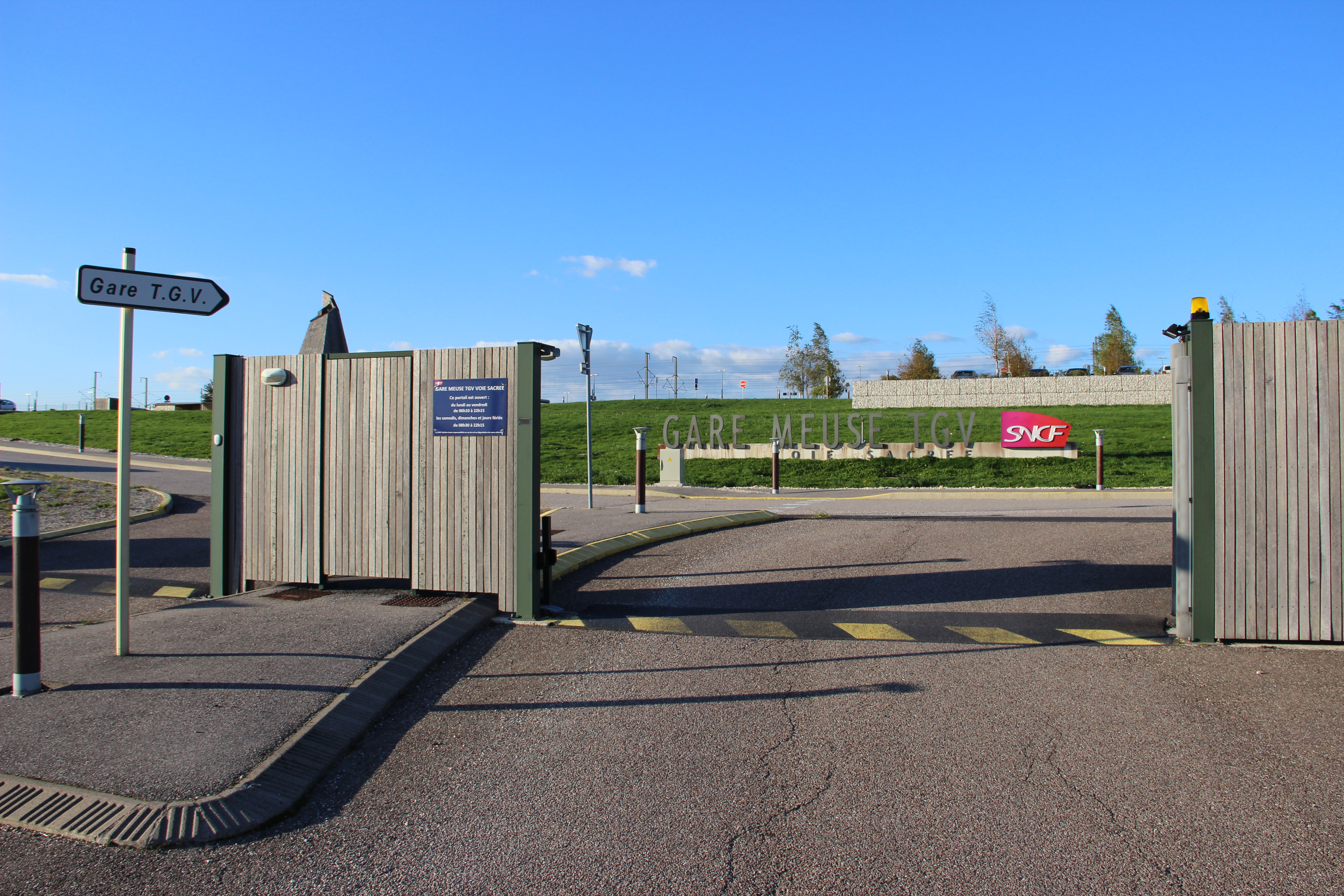
Entrée de la gare.

Cette gare est située aux Trois-Domaines, à mi-parcours entre Verdun (25 km) et Bar-le-Duc (30 km) sur la RD1916-Voie Sacrée (ex-RN35).
Des navettes routières relient la gare aux villes de Bar-le-Duc et Verdun en 30 à 45 minutes. Depuis le 5 avril 2010, un bus vers Saint-Mihiel et Commercy est mis en service, à la suite de l'arrêt de la desserte TGV de la gare de Commercy.
En novembre 2010, le département de la Meuse reprend à sa charge la gestion du parking, confiée jusqu'alors à un opérateur privé. Le parking payant, peu fréquenté, devient gratuit pour une durée limitée à 16 heures. Le parking voit sa capacité augmenter de 29 places. En 2013, une troisième extension du parking a lieu, rajoutant 65 places pour un budget de 350 000 euros. Le parking compte au total 150 places.
La gare est principalement financée par le conseil général qui a investi 200 millions d’euros pour améliorer les accès routiers à la gare. Les améliorations de la route sont compliquées par la nécessité de préserver la mémoire de son caractère historique. Selon le président du Conseil général, ces aménagements routiers ont été « la plus grosse dépense du département dans toute son histoire ».
Une autre solution aurait été de construire une gare au croisement de la LGV et de la ligne de Lérouville à Pont-Maugis (reliant Lérouville, Verdun et Sedan), actuellement fermée à tout trafic. Une ligne à voie métrique des chemins de fer départementaux de la Meuse passait sur le site de 1895 à 1936 ; elle reliait Verdun à Bar-le-Duc.

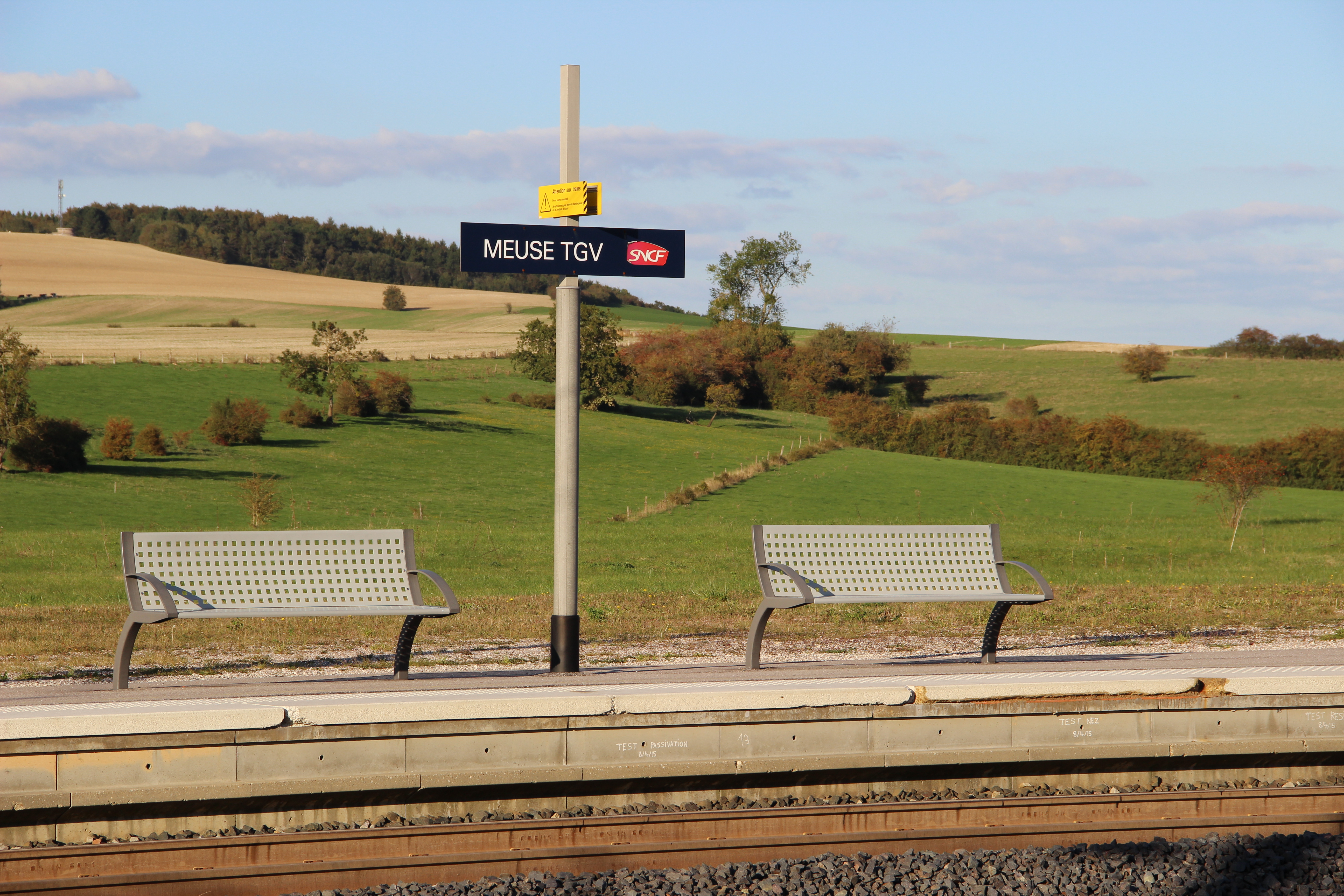
Panneau sur un quai.
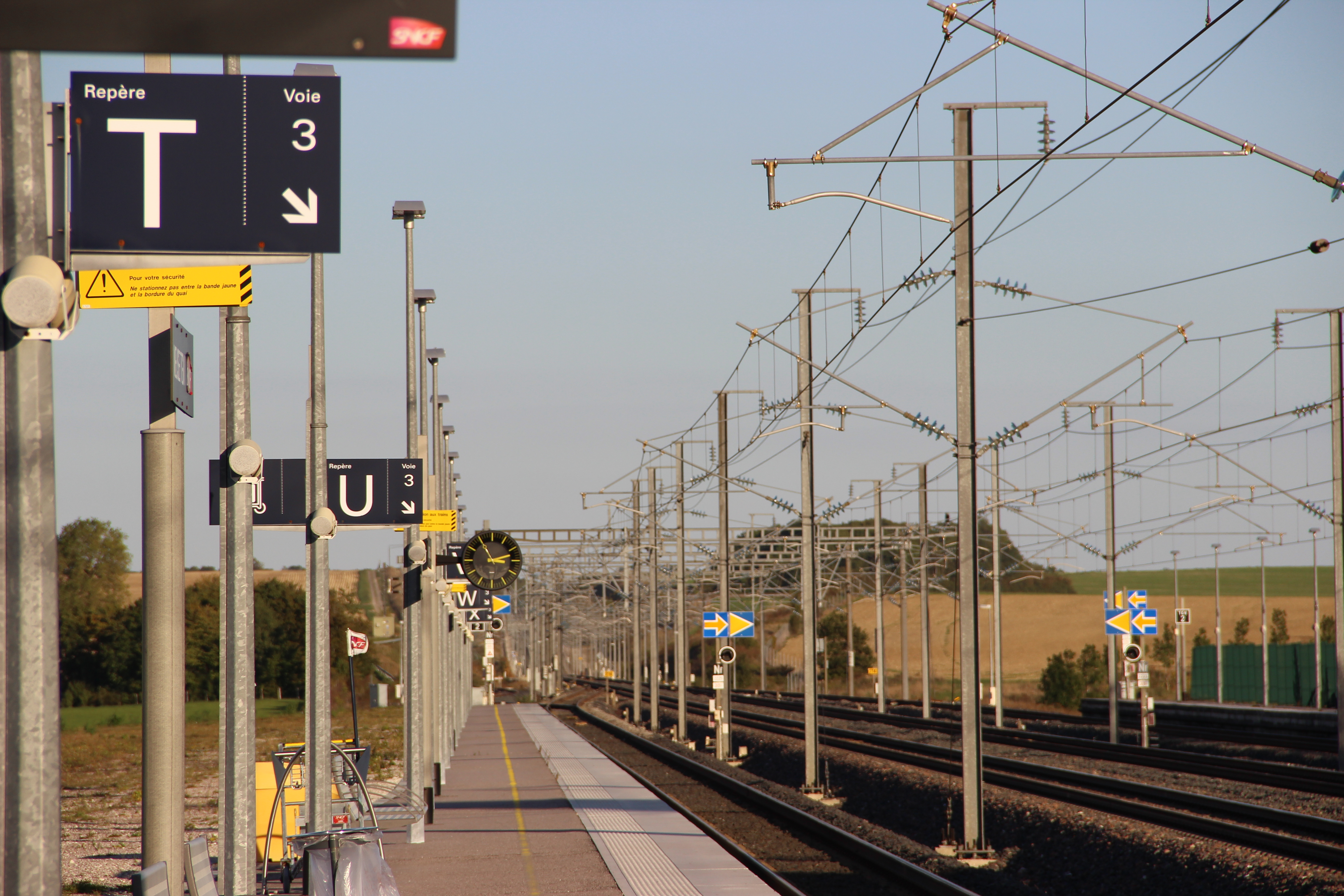
Voies desservant la gare et voies de passage.
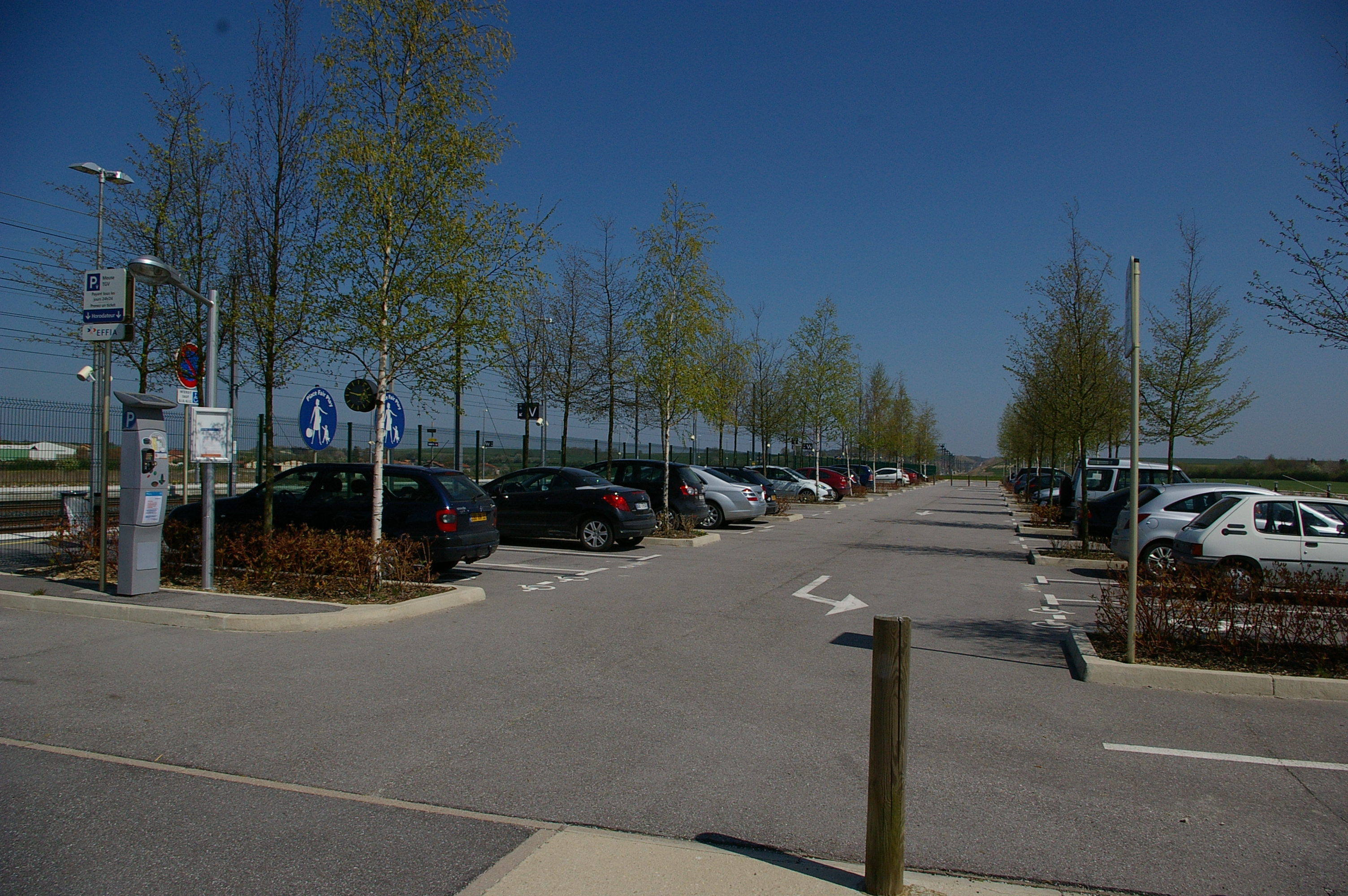
Parking de la gare.

## Service des voyageurs

### Accueil
En 2011, l'unique guichet est remplacé par des bornes automatiques, la SNCF estimant que « la plupart des voyageurs arrivent à la gare avec leur billet ».
Le département aimerait que le hall d'accueil soit agrandi, et qu'une salle de 50 m2 soit créée pour en faire un espace touristique et économique.

### Desserte
La gare est desservie par des trains assurant plusieurs relations :
- Paris-Est - Nancy-Ville ;
- Paris-Est - Metz-Ville ;
- Paris-Est - Saint-Dié-des-Vosges ;
- Paris-Est - Remiremont ;
- Paris-Est - Strasbourg ;
- Strasbourg - Bordeaux-Saint-Jean ;
- Strasbourg - Bruxelles-Midi (via Aéroport Charles-de-Gaulle 2 TGV) ;
- Strasbourg - Rennes (via Aéroport Charles-de-Gaulle 2 TGV et Marne-la-Vallée - Chessy).

À la mise en service de la LGV, la gare est desservie par deux allers-retours Paris-Est - Meuse TGV et un aller-retour Strasbourg-Ville - Bordeaux-Saint-Jean.
Le 5 juillet 2009, une relation Le Havre - Strasbourg-Ville desservant Meuse TGV est créée, mais la SNCF y met fin en septembre 2010, faute de rentabilité,.
En 2011, les horaires des trains pour Paris sont modifiés et un aller-retour est ajouté la semaine et le week-end.
En 2015, la SNCF mène une expérimentation en ajoutant un arrêt à Meuse TGV pour la relation Strasbourg-Ville – Aéroport Charles-de-Gaulle 2 TGV.
| Destination/Provenance           | Durée moyenne | Nombre d'allers- retours quotidiens | Arrêts intermédiaires                                                                                                |
| -------------------------------- | ------------- | ----------------------------------- | --- |
| Paris-Est                        | 1 h           | 3                                   | Champagne-Ardenne TGV                                                                                                |
| Strasbourg                       | 1 h 10 min    | 2                                   | Lorraine TGV |
| Bordeaux                         | 5 h 20 min    | 1                                   | Champagne-Ardenne TGV, Marne-la-Vallée - Chessy, Massy TGV, Saint-Pierre-des-Corps, Futuroscope, Poitiers, Angoulême |
| Aéroport Charles-de-Gaulle 2 TGV | 1 h           | 1                                   | Champagne-Ardenne TGV                                                                                                |
| Nancy                            | 40 min        | 3                                   | |
| Metz                             | 30 min        | 1                                   | |
| Saint-Dié-des-Vosges             | 1 h 30 min    | 1                                   | Nancy |
| Remiremont                       | 1 h 52 min    | 1                                   | Nancy, Épinal |